# George Weissfisch
George Weissfisch (3 de noviembre de 1969) es un deportista estadounidense que compitió en taekwondo. Ganó dos medallas en el Campeonato Panamericano de Taekwondo en los años 1998 y 2000.

## Palmarés internacional
| Campeonato Panamericano | Campeonato Panamericano | Campeonato Panamericano | Campeonato Panamericano |
| Año                     | Lugar                   | Medalla                 | Categoría               |
| ----------------------- | ----------------------- | ----------------------- | ----------------------- |
| 1998                    | Lima (Perú)             | Medalla de bronce       | +83 kg                  |
| 2000                    | Oranjestad (Aruba)      | Medalla de oro          | +84 kg                  |